# Liste gemischter Welterbestätten
Gemischte Welterbestätten oder gemischte  Kultur- und Naturerbestätten sind Stätten des  UNESCO-Welterbes, die nicht nur die Kriterien der Unterschutzstellung entweder für ein Weltkulturerbe oder für ein Weltnaturerbe erfüllen, sondern Kriterien für beides. Mit Stand 2019 sind 39 Welterbestätten in 31 Staaten von der UNESCO als gemischte Welterbestätten gelistet, drei davon sind grenzüberschreitend oder transnational.

## Definition
Gemischte Welterbestätten werden in den Richtlinien für die Durchführung des Welterbe-Übereinkommens definiert:

„Güter  gelten  als „gemischtes  Kultur- und Naturerbe“,  wenn sie  die  Begriffsbestimmungen  des  Kultur- und  des  Naturerbes nach den Artikeln 1 und 2 des Übereinkommens teilweise oder ganz erfüllen.“

Ursprünglich bildeten die Kriterien für Kultur- und Naturerbestätten zwei voneinander getrennte Gruppen, die getrennt durchnummeriert wurden (Kulturerbekriterien i–vi und Naturerbekriterien i–iv). In den seit Februar 2005 geltenden Richtlinien wurden sie zu einer Gruppe von 10 Kriterien zusammengefasst und fortlaufend nummeriert. Dadurch wurden die Naturerbekriterien i–iv zu den Kriterien vii–x. Seither werden alle Kriterien für jedes nominierte Objekt gemeinsam geprüft.

## Gemischte Welterbestätten
| Bild             | Bezeichnung | Jahr           | Ref. | Vertragsstaat(en)                      | Anmerkungen |
| ---------------- | --- | -------------- | ---- | -------------------------------------- | --- |
| (weitere Bilder) | Naturschutzgebiet Ngorongoro (Lage)                                                                                 | 1979 2010      | 39   | Tansania                               | 1979 in das Weltnaturerbe aufgenommen, 2010 aufgrund archäologischer Funde, die die Entwicklung des Menschen über vier Millionen Jahre bezeugen, zusätzlich in das Weltkulturerbe. |
| (weitere Bilder) | Nationalpark Tikal (Lage)                                                                                           | 1979           | 64   | Guatemala                              | 57.600 Hektar großer Nationalpark mit der Maya-Stadt Tikal und den sie umgebenden Feuchtgebieten, Savannen sowie tropischen Laub- und Palmenwäldern |
| (weitere Bilder) | Natur- und Kulturerbe der Ohrid-Region (Lage)                                                                       | 1979 1980 2019 | 99   | Nordmazedonien ( Jugoslawien) Albanien | 1979 Aufnahme des damals jugoslawischen Teils des Ohridsees in das Weltnaturerbe, 1980 Erweiterung um Kulturstätten zu einer gemischten Welterbestätte, 2019 Erweiterung um den albanischen Teil des Sees und albanische Natur- und Kulturstätten                                                                                                  |
| (weitere Bilder) | Kakadu-Nationalpark (Lage)                                                                                          | 1981           | 147  | Australien                             | 19.804 Quadratkilometer großer Nationalpark an der Nordküste Australiens mit einer einzigartigen Tier- und Pflanzenwelt und Felsmalereien der Aborigines |
| (weitere Bilder) | Willandra-Seenregion (Lage)                                                                                         | 1981           | 167  | Australien                             | aus dem Tertiär stammendes, 2400 Quadratkilometer großes fossiles Seengebiet im südwestlichen New South Wales mit archäologisch nachgewiesener menschlicher Besiedelung bereits vor mehr als 40.000 Jahren, Fundstätte von Mungo Man und Mungo Lady, den bislang ältesten bekannten Überresten von Homo Sapiens in Australien                      |
| (weitere Bilder) | Tassili n’Ajjer (Lage)                                                                                              | 1982           | 179  | Algerien                               | Gebirgskette in der Sahara mit markanten Felsformationen und Steinbögen und prähistorischen Felsmalereien |
| (weitere Bilder) | Tasmanische Wildnis (Lage)                                                                                          | 1982           | 181  | Australien                             | 15.842 Quadratkilometer großes Schutzgebiet auf der südöstlich des australischen Kontinents gelegenen Insel Tasmanien mit einem der letzten gemäßigten Regenwälder der Erde und archäologischen Funden menschlicher Besiedlung seit über 20.000 Jahren.                                                                                            |
| (weitere Bilder) | Machu Picchu (Lage)                                                                                                 | 1983           | 274  | Peru                                   | terrassenförmige Ruinenstadt der Inka, eingebettet in eine Berglandschaft von außergewöhnlicher landschaftlicher und geomorphologischer Schönheit, herausragendes Beispiel für eine langjährige harmonische und ästhetisch beeindruckende Beziehung zwischen menschlicher Kultur und Natur                                                         |
| (weitere Bilder) | Nationalpark Göreme und Felsendenkmäler von Kappadokien (Lage)                                                      | 1985           | 357  | Türkei                                 | umfasst den historischen Nationalpark Göreme mit markanten Tuffsteinformationen, in dem die für ihre Höhlenarchitektur bekannte Stadt Göreme liegt, sowie weitere Stätten der Höhlenarchitektur in Kappadokien |
| (weitere Bilder) | St Kilda (Lage) | 1986 2004      | 387  | Vereinigtes Königreich                 | isolierte vulkanische Inselgruppe nordwestlich von Schottland mit der Hauptinsel Hirta, seit 1930 unbewohnt, Brutgebiet für viele Seevögel mit Zeugnissen von 2000 Jahren menschlicher Besiedelung, darunter über 1000 Cleit genannte Steinhütten.                                                                                                 |
| (weitere Bilder) | Tai Shan (Lage) | 1987           | 437  | China                                  | |
| (weitere Bilder) | Uluṟu-Kata-Tjuṯa-Nationalpark (Lage)                                                                                | 1987 1994      | 447  | Australien                             | 1326 Quadratkilometer großes Gebiet in der Umgebung der Felsen Uluṟu (Ayers Rock) und Kata Tjuṯa (Mount Olga). 1987 in das Weltnaturerbe aufgenommen, 1994 aufgrund der Bedeutung des Gebiets für die Kultur der Anangu zusätzlich in das Weltkulturerbe.                                                                                          |
| (weitere Bilder) | Berg Athos (Lage)                                                                                                   | 1988           | 454  | Griechenland                           | orthodoxe Mönchsrepublik auf der Halbinsel Chalkidikí mit 20 Großklöstern in einer Berglandschaft |
| (weitere Bilder) | Meteora (Lage) | 1988           | 455  | Griechenland                           | Anlage aus 24 Klöstern und Eremitagen, die auf hohe Sandsteinfelsen gebaut wurden |
| (weitere Bilder) | Hierapolis-Pamukkale (Lage)                                                                                         | 1988           | 485  | Türkei                                 | archäologische Stätte der antiken griechischen Stadt Hierapolis, die für ihre Thermalquellen berühmt war, zusammen mit den unterhalb der Stadt liegenden, durch das Thermalwasser gebildeten weißen Kalksinterterrassen von Pamukkale |
| (weitere Bilder) | Felsen von Bandiagara (Lage)                                                                                        | 1989           | 516  | Mali                                   | |
| (weitere Bilder) | Tongariro-Nationalpark (Lage)                                                                                       | 1990           | 421  | Neuseeland                             | ältester Nationalpark Neuseelands mit den aktiven Vulkanen Tongariro (1968 m), Ngauruhoe (2291 m) und Ruapehu (2797 m) und mehreren Kultstätten der Māori, die die Vulkane als heilig verehren. |
| (weitere Bilder) | Huang Shan (Lage)                                                                                                   | 1990           | 547  | China                                  | |
| (weitere Bilder) | Nationalpark Río Abiseo (Lage)                                                                                      | 1990           | 548  | Peru                                   | 1983 zum Schutz der Nebelwälder und der einzigartigen Tier- und Pflanzenwelt gegründeter Nationalpark in der Region San Martín im Gebiet des Río Abiseo und seiner Nebenflüsse Río Montecristo und Río Tumac mit 36 präkolumbischen Stätten, darunter Gran Pajatén.                                                                                |
| (weitere Bilder) | Arktische Kulturlandschaft Lapplands (Lage)                                                                         | 1996           | 774  | Schweden                               | umfasst Nationalparks und Naturschutzgebiete im Norden Schwedens mit dem Siedlungsgebiet der Samen, die hier traditionellen Rentier-Pastoralismus betreiben. |
| (weitere Bilder) | Berglandschaft des Emei Shan und Großer Buddha von Leshan (Lage)                                                    | 1996           | 779  | China                                  | |
| (weitere Bilder) | Pyrenäen – Mont Perdu (Lage)                                                                                        | 1997 1999      | 773  | Frankreich Spanien                     | umfasst einen Abschnitt der Pyrenäen in der Umgebung des Monte Perdido (franz. Mont Perdu) aufgrund seiner geologischen Einzigartigkeit, der Schönheit und Vielfalt der Natur sowie der in Europa selten gewordenen traditionellen Lebensform der Almwirtschaft. Der französische Teil wurde 1997 in das Welterbe aufgenommen, der spanische 1999. |
| (weitere Bilder) | Ibiza (Lage) | 1999           | 417  | Spanien                                | |
| (weitere Bilder) | Wuyi-Gebirge (Lage)                                                                                                 | 1999           | 911  | China                                  | |
| (weitere Bilder) | Maloti-Drakensberg-Park (Lage)                                                                                      | 2000 2013      | 985  | Südafrika Lesotho                      | umfasst seit 2000 den Ukhahlamba-Drakensberg Park in Südafrika, erweitert 2013 um den Sehlabathebe-Nationalpark in Lesotho wichtiger Zufluchtsort für viele bedrohte und endemische Arten, reich an Felsmalereien der San |
| (weitere Bilder) | Maya-Stadt Calakmul und Tropische Regenwälder in Campeche (Lage)                                                    | 2002 2014      | 1061 | Mexiko                                 | 2002 wurde die Maya-Stadt Calakmul im mexikanischen Bundesstaat Campeche in das Weltkulturerbe aufgenommen. 2014 wurde die Stätte um das umliegende Biosphärenreservat Calakmul zu einer gemischten Welterbestätte erweitert |
| (weitere Bilder) | Ökosystem und Relikt-Kulturlandschaft von Lopé-Okanda (Lage)                                                        | 2007           | 1147 | Gabun                                  | |
| (weitere Bilder) | Papahānaumokuākea (Lage)                                                                                            | 2010           | 1326 | Vereinigte Staaten                     | umfasst die unbewohnten Nordwestlichen Hawaii-Inseln, die eine große kulturelle Bedeutung für die hawaiischen Ureinwohner haben, sowie das umliegende Seegebiet und bietet über 7000 teils endemischen Arten Schutz, die gefährdet oder vom Aussterben bedroht sind.                                                                               |
| (weitere Bilder) | Wadi Rum (Lage) | 2011           | 1377 | Jordanien                              | das größte Wadi in Jordanien mit markanten Felsformationen und prähistorischen Felszeichnungen |
| (weitere Bilder) | Südliche Lagune der Chelbacheb-Inseln (Lage)                                                                        | 2012           | 1386 | Palau                                  | Große, von einem dichten Korallenriff begrenzte Lagune südlich von Palaus Hauptinsel Babeldaob mit den Chelbacheb-Inseln (Rock Islands), große Habitat-Diversität mit zahlreichen marinen Seen und Zeugnissen menschlichen Besiedlung über 3000 Jahre bis ins 18. Jahrhundert                                                                      |
| (weitere Bilder) | Landschaftskomplex Tràng An (Lage)                                                                                  | 2014           | 1438 | Vietnam                                | Landschaftskomplex aus zahlreichen Karst-Bergen und Tälern in einer Wasserlandschaft mit teils gefluteten Höhlen, in denen Spuren menschlicher Besiedlung aus einem zusammenhängenden Zeitraum von mehr als 30.000 Jahren gefunden wurden. |
| (weitere Bilder) | Blue und John Crow Mountains (Lage)                                                                                 | 2015           | 1356 | Jamaika                                | |
| (weitere Bilder) | Natur- und Kulturlandschaft des Ennedi-Massivs (Lage)                                                               | 2016           | 1475 | Tschad                                 | Sandsteinmassiv in der Sahara mit tief eingeschnittenen Tälern, in denen sich Wasser sammelt und Vegetation gedeiht, sowie Tausenden Felsmalereien |
|                  | Marschland (al-Ahwar) im Südirak: Schutzgebiet der Artenvielfalt und Reliktlandschaft mesopotamischer Städte (Lage) | 2016           | 1481 | Irak                                   | |
| (weitere Bilder) | Kangchendzönga-Nationalpark (Lage)                                                                                  | 2016           | 1513 | Indien                                 | |
| (weitere Bilder) | Chiribiquete Nationalpark – “Das Maloca des Jaguars” (Lage)                                                         | 2018           | 1174 | Kolumbien                              | |
| (weitere Bilder) | Pimachiowin Aki (Lage)                                                                                              | 2018           | 1415 | Kanada                                 | umfasst das Land von vier First Nations aus dem Volk der Anishinabe und angrenzende Schutzgebiete, darunter den Atikaki Provincial Wilderness Park in Manitoba sowie den Woodland Caribou Provincial Park und die Eagle-Snowshoe Conservation Reserve in Ontario                                                                                   |
| (weitere Bilder) | Tehuacán-Cuicatlán (Lage)                                                                                           | 2018           | 1534 | Mexiko                                 | |
|                  | Paraty und Ilha Grande – Kultur und Biodiversität (Lage)                                                            | 2019           | 1308 | Brasilien                              | umfasst die Altstadt von Paraty, einer der am besten erhaltenen Küstenstädte Brasiliens, mit dem Berg, auf dem das ursprüngliche Dorf gelegen haben soll, und vier Naturschutzgebiete des Atlantischen Regenwalds entlang der Küste und auf der benachbarten Ilha Grande.                                                                          |